# Nationalstraße 8 (Japan)
Die Nationalstraße 8 (jap. 国道8号, Kokudō 8-gō) ist eine wichtige Ost-West-Straße in Japan. Sie durchquert die japanische Hauptinsel Honshū von Niigata bis Kyōto. Ihr Verlauf folgt dabei im Wesentlichen dem der alten Hokurikudō. 

## Verlauf
- Präfektur Niigata
  - Niigata – Sanjō – Mitsuke – Nagaoka – Kashiwazaki – Jōetsu – Itoigawa
- Präfektur Toyama
  - Kurobe – Uozu – Namerikawa – Toyama – Imizu – Takaoka – Oyabe
- Präfektur Ishikawa
  - Kanazawa – Hakusan – Nomi – Komatsu – Kaga
- Präfektur Fukui
  - Awara – Sakai – Fukui – Sabae – Echizen – Tsuruga
- Präfektur Shiga
  - Nagahama – Maibara – Hikone – Higashiōmi – Ōmihachiman – Yasu – Rittō – Kusatsu – Ōtsu
- Präfektur Kyōto
  - Kyōto